# Свети Илия (Лесново)
Вижте пояснителната страница за други значения на Свети Илия.
„Свети Илия“ (на македонска литературна норма: „Свети Илија“) е скална православна църква в пробищипското село Лесново, Северна Македония. Намира се на връх точно над Лесновския манастир. Днес църквата е част от Брегалнишка епархия. Църквата е датирана от XIV век.